# Ludämilie Elisabet av Schwarzburg-Rudolstadt
Ludämilie Elisabeth av Schwarzburg-Rudolstadt, född den 7 april 1640, död den 12 mars 1672 i Rudolstadt, var en tysk grevinna och psalmförfattare.
Ludämilie Elisabet var dotter till Ludvig Günther, regerande greve av Schwarzburg-Rudolstadt, och dennes hustru Emilie av Oldenburg.
Luädmilie Elisabet började tidigt ägna sig åt religiös diktning, delvis inspirerad av såväl sin svägerska Emilie Juliane von Barby-Mühlingen som av diktaren och juristen Ahasverus Fritsch (vilken sedermera blev kansler hos hennes bror, furst Albrekt Anton av Schwarzburg-Rudolstadt). Hennes psalmdiktning utgavs postumt första gången 1687 och verk härur finns representerade i flera svenska psalmboksutgåvor och även i den danska Psalmebog for Kirke og Hjem.
Ludämilie Elisabet avled endast 32 år gammal, tillsammans med sina två systrar, i en mässlingsepediemi.

## Psalmer
- Sörj för mig, min Fader kär (nr 554 i Den svenska psalmboken 1986)